# Бадамшин, Игорь Гайниахметович
Игорь Бадамшин (12 июня 1966, Свердловск-45, Свердловская область — 24 января 2014, Висконсин) — советский и российский лыжник, бронзовый призёр чемпионата мира 1993 года.

## Спортивная карьера
Лучшее достижение — бронзовая медаль чемпионата мира 1993 года в Фалуне в эстафетной гонке 4×10 км. Лучшие результаты в личных гонках: 5-е место на дистанциях 50 км в 1989 и 30 км в 1993 году.
Являлся членом сборной команды России на Олимпийских играх 1994 в Лиллехаммере, лучший личный результат — 14-е место на дистанции 50 км.
На этапах Кубка мира лучший результат — 2 место в сезоне 1989/1990.
Чемпион СССР 1988 на дистанции 50 км.
Умер 24 января 2014 года на лыжне в штате Висконсин в результате остановки сердца.

## Семья
Супруга — известная советская и российская лыжница Нина Гаврылюк.